# Половинный (городской округ Верхняя Пышма)
Половинный — посёлок в городском округе Верхняя Пышма Свердловской области. Управляется Балтымским сельским советом. Площадь поселка 21,200 кв.км.

## География
Населённый пункт расположен неподалёку от северного берега озера Балтым в 10 километрах на север от административного центра округа — города Верхняя Пышма.

### Часовой пояс
Половинный как и вся Свердловская область, находится в часовой зоне МСК+2. Смещение применяемого времени относительно UTC составляет +5:00.

## Население
| 2002 | 2010 |
| ---- | ---- |
| 83   | ↗147 |

## Инфраструктура
Посёлок разделён на десять улиц (Гаражная, Детский Сад, Западная, Лесная, Мира, Огородная, Проезжая, Садовая, Сосновая, Цветочная) и один переулок (Солнечный).